# Puchar Europy Mistrzyń Krajowych siatkarek (1970/1971)
Puchar Europy Mistrzyń Krajowych 1971 – 11. sezon Pucharu Europy Mistrzyń Krajowych rozgrywanego od 1960 roku, organizowanego przez Europejską Konfederację Piłki Siatkowej (CEV) w ramach europejskich pucharów dla żeńskich klubowych zespołów siatkarskich "starego kontynentu".

## Drużyny uczestniczące
- Fini Modena
- Hapoel Ein HaMifrac
- ÖMV Blau Gelb Wiedeń
- Panathinaikos Ateny
- VC Hannover
- Dinamo Moskwa
- Penicilina Iași
- Lewski-Spartak Sofia
- Újpest Dózsa
- PTT Montpellier
- Kolejliler Ankara
- Tatran Střešovice
- SC Uni Bazylea
- SC Dynamo Berlin
- Aarhus Volleyball
- Wisła Kraków
- Bekkerveld Heerlen

## Rozgrywki

### Runda wstępna
| Data       | Drużyna 1        | Wynik | Drużyna 2           | Sety |
| ---------- | ---------------- | ----- | ------------------- | ---- |
| 26.11.1970 | Fini Modena      | 3:1   | Hapoel Ein HaMifrac |      |
|            | Fini Modena      | :     | Hapoel Ein HaMifrac |      |
|            |                  |       |                     |      |
| 20.10.1970 | Blau Gelb Wiedeń | 3:0   | Panathinaikos Ateny |      |
|            | Blau Gelb Wiedeń | :     | Panathinaikos Ateny |      |

### Runda 1/8
| Data       | Drużyna 1          | Wynik | Drużyna 2            | Sety                |
| ---------- | ------------------ | ----- | -------------------- | ------------------- |
| 08.12.1970 | VC Hannover        | 0:3   | Dinamo Moskwa        | 2:15, 3:15, 2:15    |
|            | VC Hannover        | :     | Dinamo Moskwa        |                     |
|            |                    |       |                      |                     |
|            | Penicilina Iași    | :     | ?                    |                     |
|            |                    |       |                      |                     |
| 02.02.1971 | Blau Gelb Wiedeń   | 0:3   | Lewski-Spartak Sofia | 2:15, 11:15, 11:15  |
| 08.02.1971 | Blau Gelb Wiedeń   | 0:3   | Lewski-Spartak Sofia | 6:15, 4:15, 3:15    |
|            |                    |       |                      |                     |
| 01.11.1970 | Újpest Dózsa       | 3:0   | PTT Montpellier      |                     |
| 12.11.1970 | Újpest Dózsa       | 3:0   | PTT Montpellier      |                     |
|            |                    |       |                      |                     |
| 01.11.1970 | Kolejliler Ankara  | 0:3   | Tatran Střešovice    | 3:15, 4:15, 5:15    |
| 02.11.1970 | Kolejliler Ankara  | 0:3   | Tatran Střešovice    | 2:15, 5:15, 5:15    |
|            |                    |       |                      |                     |
|            | Uni Bazylea        | 3:0   | SC Dynamo Berlin     | walkower            |
|            |                    |       |                      |                     |
| 04.11.1970 | Aarhus Volleyball  | 0:3   | Wisła Kraków         |                     |
| 08.11.1970 | Aarhus Volleyball  | 0:3   | Wisła Kraków         |                     |
|            |                    |       |                      |                     |
| 13.12.1970 | Bekkerveld Heerlen | 3:0   | Fini Modena          | 16:14, 15:10, 15:9  |
| 20.12.1970 | Bekkerveld Heerlen | 0:3   | Fini Modena          | 12:15, 10:15, 11:15 |

### Ćwierćfinał
| Data       | Drużyna 1          | Wynik | Drużyna 2            | Sety                            |
| ---------- | ------------------ | ----- | -------------------- | ------------------------------- |
| 10.02.1971 | Penicilina Iași    | 1:3   | Dinamo Moskwa        |                                 |
| 14.02.1971 | Penicilina Iași    | 0:3   | Dinamo Moskwa        | 4:15, 7:15, 6:15                |
|            |                    |       |                      |                                 |
| 21.02.1971 | Újpest Dózsa       | 1:3   | Lewski-Spartak Sofia | 7:15, 17:15, 8:15, 7:15         |
|            | Újpest Dózsa       | 0:3   | Lewski-Spartak Sofia | 8:15, 5:15, 7:15                |
|            |                    |       |                      |                                 |
| 03.12.1971 | Tatran Střešovice  |       | Uni Bazylea          | 15:4, 15:6, 15:4                |
| 10.12.1971 | Tatran Střešovice  | 3:0   | Uni Bazylea          | 15:10, 15:4, 15:2               |
|            |                    |       |                      |                                 |
| 17.02.1971 | Bekkerveld Heerlen | 1:3   | Wisła Kraków         | 7:15, 9:15, 15:13, 7:15         |
| 19.02.1971 | Bekkerveld Heerlen | 1:3   | Wisła Kraków         | 8:15, 15:10, 13:15, 11:15, 1:15 |

### Półfinał
| Data       | Drużyna 1            | Wynik | Drużyna 2         | Sety                     |
| ---------- | -------------------- | ----- | ----------------- | ------------------------ |
| 11.03.1971 | Lewski-Spartak Sofia | 3:1   | Dinamo Moskwa     | 15:10, 15:17, 9:15, 4:15 |
| 17.03.1971 | Lewski-Spartak Sofia | 0:3   | Dinamo Moskwa     | 1:15, 6:15, 3:15         |
|            |                      |       |                   |                          |
| 24.02.1971 | Wisła Kraków         | 3:1   | Tatran Střešovice | 15:12 7:15, 15:12, 15:10 |
| 03.03.1971 | Wisła Kraków         | 0:3   | Tatran Střešovice | 10:15 7:15, 9:15         |

### Finał
| Data | Drużyna 1         | Wynik | Drużyna 2     | Sety |
| ---- | ----------------- | ----- | ------------- | ---- |
|      | Tatran Střešovice | 0:3   | Dinamo Moskwa |      |
|      | Tatran Střešovice | 0:3   | Dinamo Moskwa |      |

## Klasyfikacja końcowa
| Miejsce | Drużyna              |
| ------- | -------------------- |
| złoto   | Dinamo Moskwa        |
| srebro  | Tatran Střešovice    |
| 3-4.    | Lewski-Spartak Sofia |
| 3-4.    | Wisła Kraków         |